# Mulamba Ndaye
Mulamba Ndaye (Luluaburgo, 4 de novembro de 1948 – Cidade do Cabo, 26 de janeiro de 2019) foi um futebolista congolense. Atuou na seleção de futebol do Zaire (atual República Democrática do Congo) em 1974, na primeira e única vez em que Zaire se classificou para uma Copa do Mundo FIFA.